# Liga de la Costa del Pacífico 1947-48
La Temporada 1947-48 de la Liga de la Costa del Pacífico fue la 3.ª edición y comenzó el 25 de octubre de 1947.
Esta temporada fue de trascendencia histórica, pues el número de equipos alcanzó la cifra de seis al incluirse los equipos Arroceros de Ciudad Obregón y Pericos de Los Mochis; junto a ellos repetían Mazatlán, Culiacán, Guaymas y Hermosillo armando así la tercera temporada del joven circuito; Sonora y Sinaloa estaban equilibrados en fuerzas béisbol eras. Del lugar del suceso llamado teibol
Al presentarse 6 equipos en la contienda, y considerando dos visitas de tres juegos para cada club entre sí, la cantidad de juegos se incrementó de 54 a 60; en las dos temporadas anteriores se planearon tres visitas para cada club. También se realizó cambio de presidente de la Liga, el nuevo presidente fue Rogelio Rodríguez Torres, el cual estuvo en el cargo durante 4 temporadas.  
Los juegos inaugurales fueron: Guaymas en Obregón, Mazatlán en Hermosillo y Mochis en Culiacán.
La temporada finalizó el 7 de marzo de 1948, los Ostioneros de Guaymas se coronaron campeones al terminar en la primera posición del standing.

## Sistema de competencia
Se estableció el sistema de competencia de "todos contra todos", se programó un calendario corrido sin vueltas, se incrementó en calendario a 20 series, resultando campeón el equipo con mayor porcentaje de ganados y perdidos (primera posición). 

### Calendario
- Número de Series: 2 series en casa x 5 equipos = 10 series + 10 series de visita = 20 series
- Número de Juegos: 20 series x 3 juegos = 60 juegos

## Equipos participantes
| Liga de la Costa del Pacífico 1947-48 |           |                |                        |                         |           |
| Equipo                                | Fundación | Mánager        | Ciudad                 | Estadio                 | Capacidad |
| Arroceros de Ciudad Obregón           | 1947      | Rollie Hemsley | Ciudad Obregón, Sonora | Álvaro Obregón          | ***       |
| Ostioneros de Guaymas                 | 1945      | Juan Guerrero  | Guaymas, Sonora        | "Abelardo L. Rodríguez" | 5,000     |
| Pericos de Los Mochis                 | 1947      | Luis Sansirena | Los Mochis, Sinaloa    | Mochis                  | 3,000     |
| Queliteros de Hermosillo              | 1944      | Art Lilly      | Hermosillo, Sonora     | Fernando M. Ortiz       | 5,000     |
| Tacuarineros de Culiacán              | 1945      | Manuel Arroyo  | Culiacán, Sinaloa      | Universitario           | 2,500     |
| Venados de Mazatlán                   | 1945      | Manuel Fortes  | Mazatlán, Sinaloa      | Mazatlán                | ***       |

## Juego de Estrellas
La 3.ª edición del juego de estrellas de la Liga de la Costa del Pacífico, fue celebrado el 21 de enero de 1948 en el estadio Fernando M. Ortiz, en la ciudad de Hermosillo, se realizó un cambio en las selecciones, se enfrentarían los mejores de los jugadores nacionales contra los mejores de los extranjeros, esto sería el principio de un gran clásico, al final los extranjeros vencieron 7-2 a los nacionales.

## Standing
| Equipos                     | JJ | JG | JP | JE | PCT  | JV   |
| --------------------------- | -- | -- | -- | -- | ---- | ---- |
| Ostioneros de Guaymas       | 61 | 38 | 22 | 1  | .633 | -    |
| Tacuarineros de Culiacán    | 62 | 36 | 24 | 2  | .600 | 2.0  |
| Queliteros de Hermosillo    | 60 | 36 | 24 | -  | .600 | 2.0  |
| Venados de Mazatlán         | 61 | 25 | 35 | 1  | .417 | 13.0 |
| Pericos de Los Mochis       | 62 | 23 | 37 | 2  | .383 | 15.0 |
| Arroceros de Ciudad Obregón | 60 | 22 | 38 | -  | .367 | 16.0 |

| Campeón |

Nota: El equipo campeón se definió por la primera posición en el standing.

## Cuadro de honor
| Equipos                     | Posición   |
| --------------------------- | ---------- |
| Ostioneros de Guaymas       | Campeón    |
| Tacuarineros de Culiacán    | Subcampeón |
| Queliteros de Hermosillo    | 3° Lugar   |
| Venados de Mazatlán         | 4° Lugar   |
| Pericos de Los Mochis       | 5° Lugar   |
| Arroceros de Ciudad Obregón | 6° Lugar   |

## Designaciones
A continuación se muestran a los jugadores más valiosos de la temporada.
| Designación         | Ganador       | Equipo                |
| ------------------- | ------------- | --------------------- |
| Jugador Más Valioso | Barney Serrel | Ostioneros de Guaymas |